# Garnisonkirche

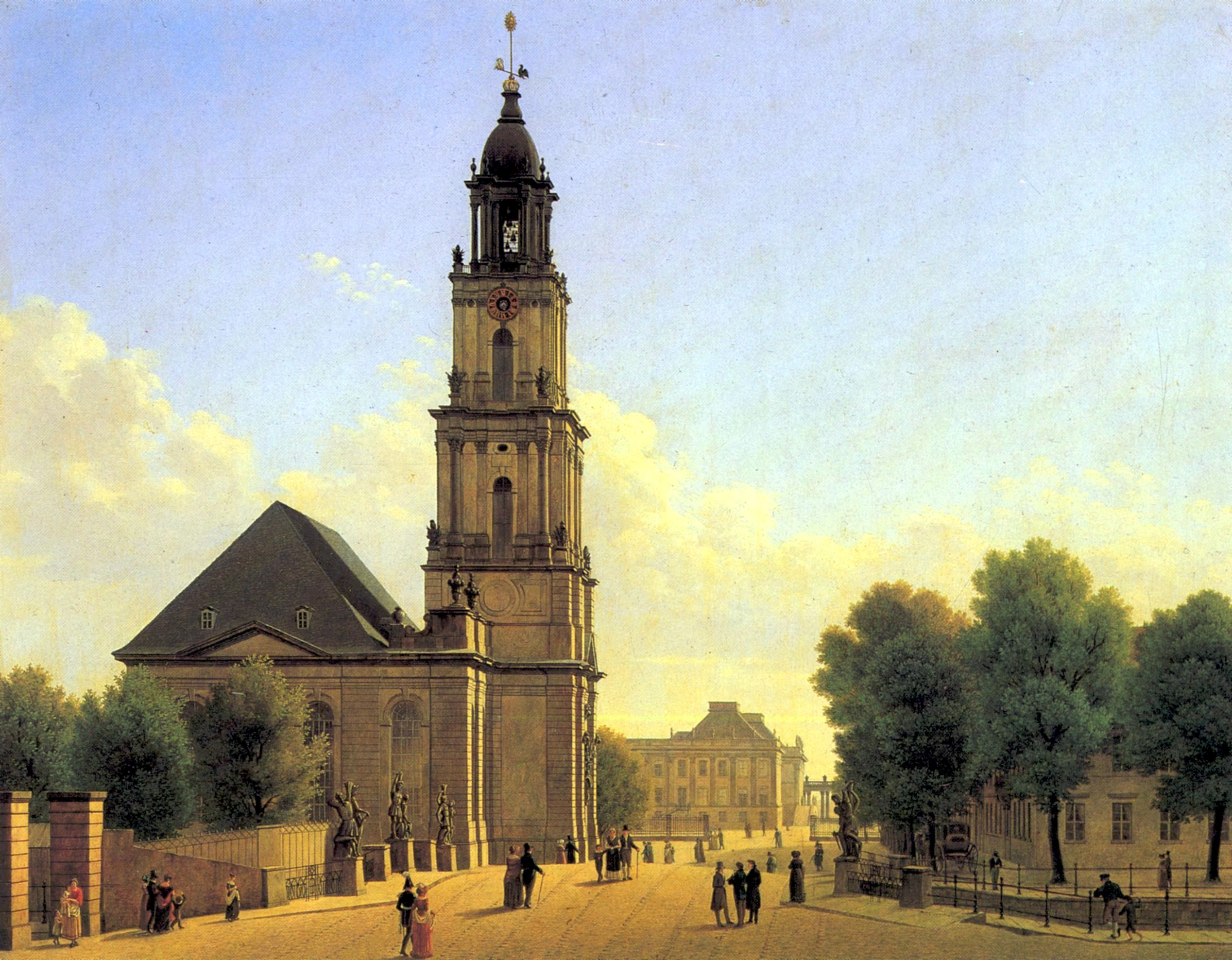
Schilderij van de Garnisonkirche rond 1827

De Garnisonkirche was de belangrijkste barokke kerk van Potsdam en werd onder koning Frederik Willem I van Pruisen tussen 1733 en 1735 gebouwd. De kerk werd gebruikt voor godsdienstoefeningen voor de koninklijke soldaten en uiteindelijk als laatste rustplaats voor Frederik Willem I.
Tijdens de Tweede Wereldoorlog brandde de kerk op 14 april 1945 volledig uit. Op 23 juli 1968 werd de ruïne op bevel van de DDR-leiding onder Walter Ulbricht opgeblazen en opgeruimd. Tegenwoordig staat op deze plaats het rekencentrum van de deelstaat Brandenburg. Een vereniging houdt zich bezig met inzamelen van geld voor de wederopbouw van de Garnisonkirche. Met de reconstructie van de kerktoren werd in oktober 2017 begonnen. Naar verwachting zal de herbouw van de kerktoren in 2021 afgerond zijn, waarna de andere delen van de kerk herbouwd zullen worden.

## Het bouwwerk

### De toren
Met zijn 88,43 meter hoogte stak de toren van de Garnisonkirche hoog boven de Breite Straße uit en bepaalde zo het straatbeeld. De begane grond was breed gebouwd en de etages daarboven werden smaller uitgevoerd. Boven op de torenspits van eikenhout stond een windvaan met daarop een adelaar, een zon en de initialen van Koning Frederik Willem I. De wanden van de toren waren aan alle zijden voorzien van lange, smalle vensters. Iedere hoek van de toren was versierd met beelden. Boven het hoofdportaal aan de Breite Strasse bevond zich een paneel met een inscriptie. Hierop stond in gouden letters: "Friedrich Wilhelm, König in Preußen, hat diesen Thurm nebst der Garnison-Kirche zur Ehre Gottes erbauen lassen. Anno 1735" (Frederik Willem, koning van Pruisen, heeft deze toren naast de Garnizoenskerk ter ere van God laten bouwen. Anno 1735). Een deel van de belettering is bewaard gebleven.

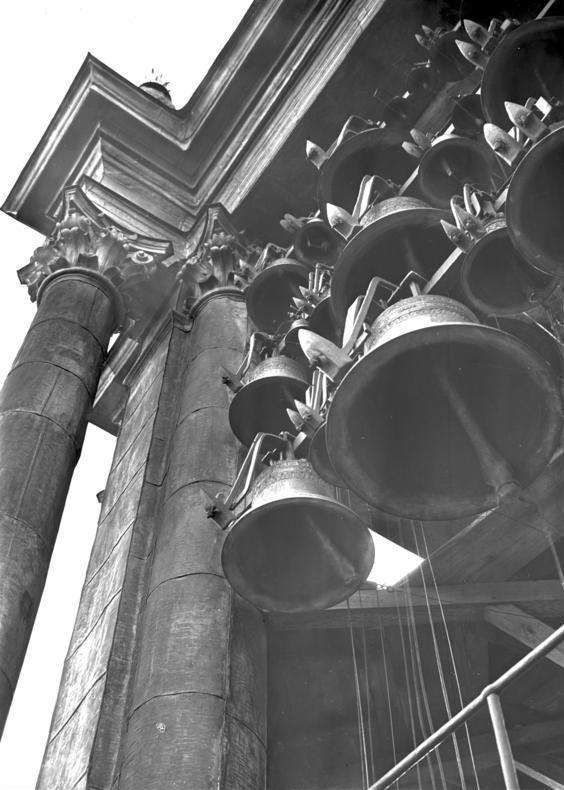
Het carillon in de toren van de Garnisonkirche in Potsdam; te zien is dat er ook een handspel op de klokken was.

### Het carillon
Het torentje van de eerste kerk bevatte een carillon uit 1721 van 35 klokken gegoten door Jan Albert de Grave in Amsterdam. Deze de Grave was de enige beiaardgieter in de noordelijke Nederlanden in 1721. Hij was getrouwd met de weduwe van zijn voorganger de klokkengieter Claude Fremy en deze Fremy was een leerling van de beroemde klokkengieters de gebroeders Hemony, stadsklokkengieters in Amsterdam. In 1733 werd het klokkenspel uitgebreid met vijf nieuwe, door Paul Meurer vervaardigde (of mogelijk ook in Amsterdam bestelde), basklokken en door deze Meurer in de toren geïnstalleerd. Aan de foto is te zien dat er mogelijk toen ook een stokkenklavier is geïnstalleerd; er zitten namelijk klepels in de klokken. De hamers aan de buitenzijde dienen voor de speeltrommel want oorspronkelijk speelde dit carillon alleen automatisch om de tijd aan te wijzen. Er werd wel 12 keer per jaar een nieuwe melodie verstoken Beroemd was het lied "Üb' immer Treu und Redlichkeit" een melodie die symbool stond voor de Pruisische moraal. De melodie was afgeleid van een Mozart aria uit de Toverfluit. De vernieuwde beiaard bestond nu uit 40 klokken niet transponerend op basis C (±1900 kg) (C=C) gestemd in de Middentoonstemming Het spel wat volgens Ellerhorst in zijn brochure Das Glockenspiel 10180 kg woog, is bij de brand van de toren na het bombardement in 1945 verloren gegaan. Wel bestaat er nog een opname waarin nog iets van de grandeur van dit prachtige carillon is te ontdekken.
Al in 1987 liet de uit de Iserlohner Fallschirmjägern (parachutisten) voortgekomen Traditionsgemeinschaft Potsdamer Glockenspiel e.V. (TPG) het carillon voor de nieuwe kerktoren opnieuw gieten. De voor 470.000 Mark aangeschafte 40 klokken droegen de namen van de sponsoren (privé-personen en militaire eenheden). Enkele klokken droegen ook de namen van de door Duitsland verloren gebieden in het oosten zoals Oost-Pruisen, Koningsbergen, Silezië, Breslau, Pommeren, Stettin en West-Pruisen. Op 14 april 1991 werd het klokkenspel aan de stad Potsdam overgedragen en voorlopig aan een staalconstructie hangend opgesteld. Het volgende doel van de Traditionsgemeinschaft Potsdamer Glockenspiel e.V. was de wederopbouw van de Garnisonkirche die, volgens voorzitter Max Klaar, Duitsland na de formele vereniging weer innerlijk zou samenvoegen. Aan de opname's op YouTube te horen klinkt dit nieuwe klokkenspel niet zo fraai als de oorspronkelijke de Grave klokken deden.

### Het schip

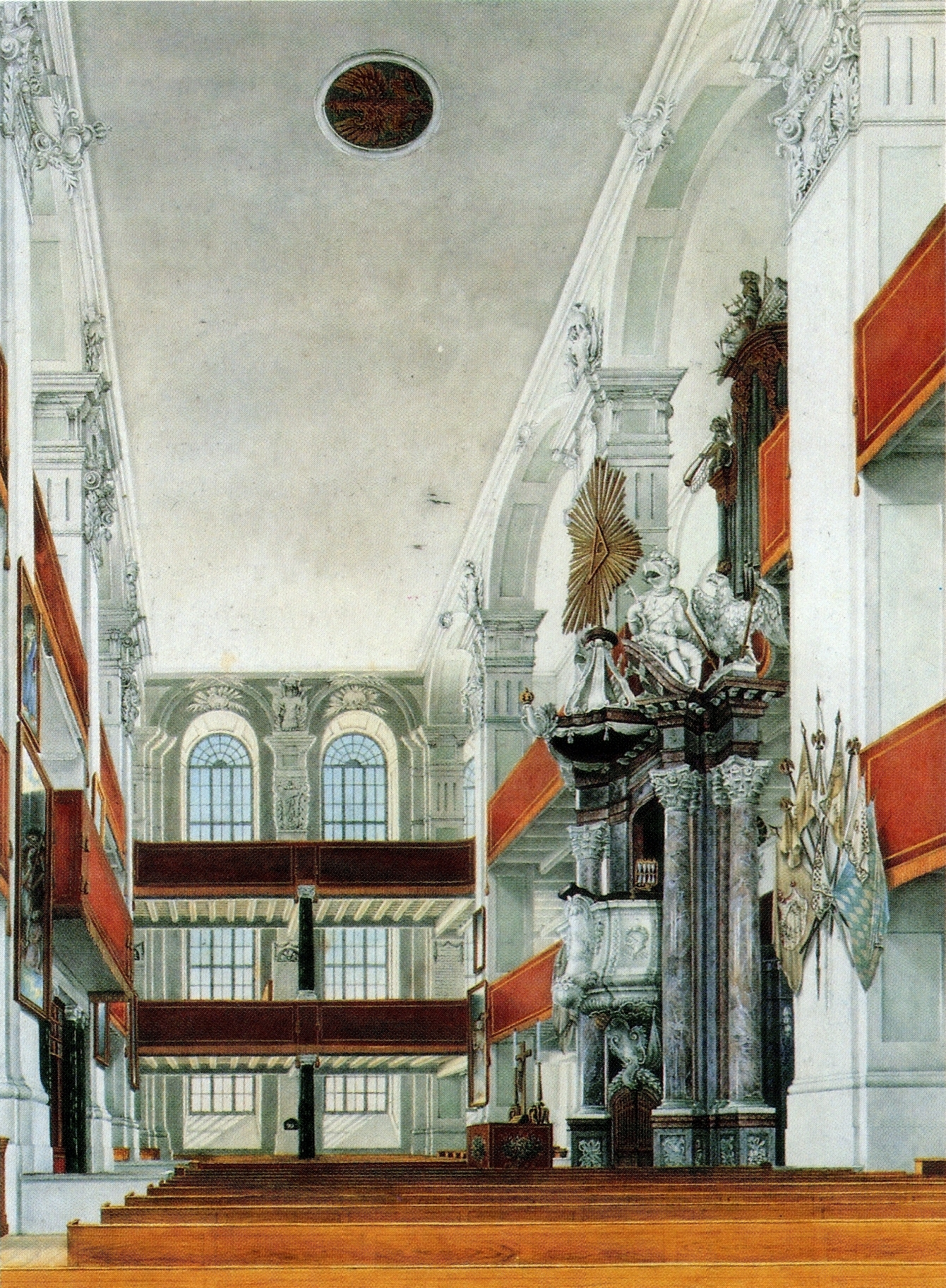
Het interieur van de kerk in 1840

Het schip was net als zijn voorganger een vierkant gebouw. Het sloot in noordelijke richting aan op de toren van de Garnisonkirche. Op het spits toelopende dak waren op de west- en oostzijde aan beide kanten twee dakkapellen aangebracht. De vensters van het schip waren groot uitgevoerd en waren gezichtsbepalend voor de gevel. De twee middenvensters werden bekroond door een driehoeksgevel. De overgang van het schip naar de toren bestond uit een ronding van stukken kalkzandsteen. Aan de kant van de Breite Strasse waren deze stukken kalkzandsteen uitgevoerd in de vorm van pilasters en gaven de toren zo een representatieve voorgevel.

### Interieur
Het interieur van de Garnisonkirche was duidelijk ingedeeld. Massieve pijlers waren door booggewelven met elkaar verbonden die weer aansloten op een vlak plafond. Tussen de pijlers bevonden zich uit twee verdiepingen bestaande galerijen. Omdat het een militaire kerk betrof, werd het interieur aanvankelijk sober uitgevoerd, met een eenvoudige houten inrichting. De burgers zaten op de banken in het schip en de soldaten op de galerijen. Aan de zuidkant werd een preekstoel, aanvankelijk van hout, opgesteld. In 1737 liet Frederik Willem I deze vervangen door een kleurige, barokke preekstoel. Daarnaast liet hij een koninklijke grafkelder aanleggen onder de kerk. Het ontwerp was van Christian Friedrich Feldmann en de uitvoering werd gedaan door Johann Christian Angermann, Johann Konrad Koch en de beeldhouwer Johann Georg Glume, die ook de marmeren beelden Mars en Bellona bij de ingang van de grafkelder maakte.
Het uit de vorige kerk stammende veldaltaar was eenvoudig, uit hout gemaakt en diende het Avondmaal. Joachim Wagner bouwde een groot kerkorgel met 25 registers en drie klavieren. Dit bevond zich boven de preekstoel en was rijkelijk versierd met op bazuin blazende en trommelende engelen, draaiende zonnen (Cymbelster) en een adelaar met gespreide vleugels.

## De geschiedenis van de Garnisonkirche

### De eerste kerk
Van 1720 tot 1722 werd de eerste Garnisonkirche in Potsdam gebouwd. Het was een vierkant gebouw uitgevoerd in vakwerk en werd op de Plantage tussen de Breite Strasse, Dortusstrasse en de Yorckstrasse gebouwd. Na oplevering van de kerk maakten de militaire- en de Duits-gereformeerde gemeenschap gebruik van de kerk. Er vonden regelmatig kerkdiensten plaats.

### De tweede kerk
Het drassige bouwland in Potsdam en de slechte fundering van de eerste kerk zorgden ervoor dat er al na enkele jaren scheuren ontstonden en het gebouw begon te verzakken. Na de verwijdering van het klokkenspel begon in 1730 de sloop van de toren en het schip. Omdat de koning belang had bij het welzijn van zijn soldaten en hen de militaire eed wilde laten afleggen, vroeg hij de architect Philipp Gerlach een nieuwe kerk te bouwen. Gefascineerd door de hoge kerktorens die hij bij een bezoek aan Nederland had gezien, moest de Garnisonkirche ook een hoge toren krijgen met klokkenspel. De bouwactiviteiten begonnen in 1731 en werden al op 17 augustus 1731 afgesloten met de feestelijke inwijding door hofpredikant Christian Johann Cochius en garnizoenspredikant Johann Gottfried Hornejus. De toren was pas in 1735 gereed vanwege de hoge kosten van het fundament in de drassige ondergrond.

### Van de inwijding tot de Weimarrepubliek
Frederik Willem I liet in 1737, drie jaar voor zijn dood, een grafkelder onder de Garnisonkirche bouwen. Hij stierf op 31 mei 1740 en werd op 22 juli in de grafkelder bijgezet. Zijn opvolger Frederik II gebruikte de kerk als rustplaats voor zijn soldaten en liet hen er de militaire eed afleggen. Op uitnodiging van de koning bezocht Johann Sebastian Bach in 1747 Potsdam en de Garnisonkirche. Hij speelde op het orgel en was hiervan erg gecharmeerd. Hij was van mening dat het orgel een „mooi stuk werk“ („gar prächtig Werck“) was. De laatste vrouw van Frederik Willem I, Sophia Dorothea van Hannover, stierf op 28 juni 1757 en had in haar testament vastgelegd dat ze niet in de Garnisonkirche maar traditioneel in de grafkelder van de gereformeerde Hohenzollerns in de Berliner Dom wilde worden bijgezet. Haar plaats in de grafkelder van de Garnisonkirche bleef hierdoor leeg. Ook Frederik II had in zijn testament een andere plaats vastgelegd maar werd toch, tegen zijn uitdrukkelijke wens, al een dag na zijn dood (18 augustus 1786) in de grafkelder van de Garnisonkirche bijgezet. De rouwperiode begon pas op 9 september 1786 en de kerk werd hiervoor extra omgebouwd. In overeenstemming met de wens van Louise van Mecklenburg-Strelitz, de echtgenote van Frederik Willem III, klonk vanaf 1797 ieder vol uur „Lobe den Herrn“ en ieder half uur „Üb’ immer Treu’ und Redlichkeit“ van het klokkenspel.

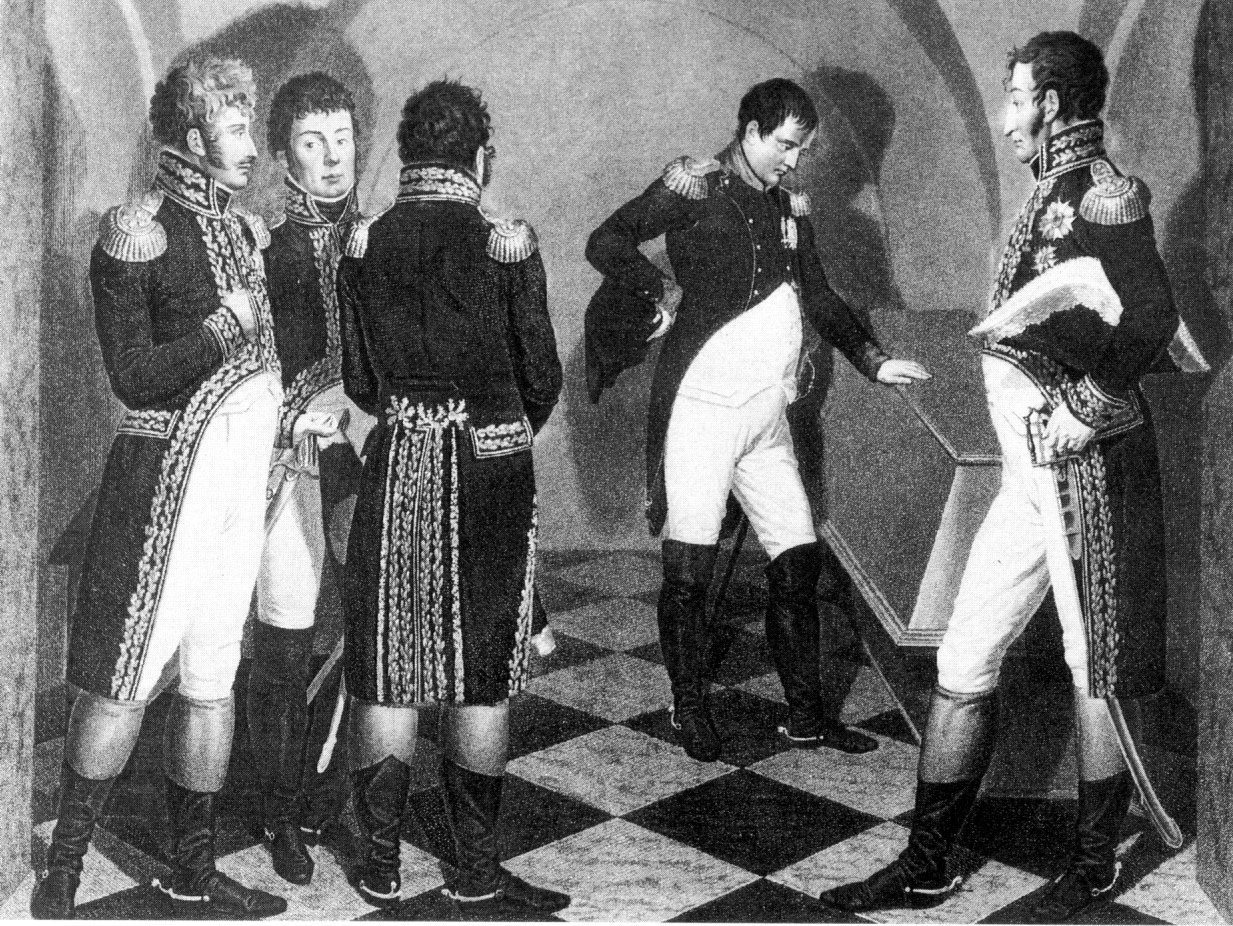
Napoleon in de grafkelder

Door de nederlaag van het Pruisische leger bij de Slag bij Jena en Auerstedt marcheerde Napoleon in 1806 Pruisen binnen. Tijdens deze bezetting werden in Potsdam de Französische Kirche en de Heiliggeistkirche als opslag voor de Franse cavalerie gebruikt. Napoleon bezocht op 25 oktober 1806 de koninklijke grafkelder in de Garnisonkirche en vertelde zijn generaals dat hij Pruisen niet zo eenvoudig verslagen zou hebben als hij een veldheer zoals Frederik de Grote tegenover zich had gehad. Uit respect voor Frederik de Grote en de waardering voor zijn militaire prestaties plaatste Napoleon de Garnisonkirche onder zijn persoonlijke bescherming. Ook Frederik Willem III en zijn echtgenote Louise van Mecklenburg-Strelitz bezochten samen met de Russische Tsaar Alexander I de grafkelder als bijdrage aan hun gemeenschappelijk bondgenootschap. De Garnisonkirche was ook bepalend voor de geschiedenis van Potsdam. In de kerk werd op 3 augustus 1809 de installatie van het eerste, vrij gekozen stadsbestuur (Magistrat) van Potsdam voltrokken.
In 1816, na de Pruisische Bevrijdingsoorlogen, werd de binnenruimte van de Garnisonkirche veranderd. Om ruimte te creëren voor de vlaggen van de verslagen Franse troepen, werden de links en rechts van het altaar staande beelden van Mars en Bellona (beeldhouwer: Johann Georg Glume) naar het trappenhuis van het Stadtschloss verplaatst. De balustrades van de galerijen werden voorzien van rood met goud bezet doek en er werden gedenkplaten voor de gevallen soldaten opgesteld. Bij de feestelijkheden voor het 300-jarig jubileum van de Reformatie vond op 31 oktober 1817 voor het eerst een gemeenschappelijke kerkdienst van gereformeerden en lutheranen plaats. De daarvoor opgehangen schilderijen bleven echter niet lang in de Garnisonkirche.
Al toen hij kroonprins was had Frederik Willem IV ontwerpen gemaakt voor de verbouwing van de Garnisonkirche. Voorstellen voor de nieuwbouw in de vorm van een vijfschepige basilica, waarvan de grootte het tienvoudige van de huidige kerk zou zijn, werden nooit gerealiseerd. De enige grote verandering tijdens zijn ambtsperiode was de inbouw van een tienhoekige doopkapel in de zuidelijke voorhal, in 1856, die later nog bekend zou worden onder de naam Heilig-Kreuz-Kapelle. Hierop volgde een renovatie van het schip (ook in 1856) en reparatie van de toren (1880). De tijd daarna werd gekenmerkt door het zogenaamde Wilhelminismus, een behoefte aan representatie. De Garnisonkirche, eerst sober ingericht, kreeg nu een volledig nieuwe inrichting naar ontwerp van Friedrich Laske. Naast een nieuw gestoelte van cipressenhout, dat nu anders gerangschikt werd, kwam er een Keizersloge op de eerste galerij. De galerijen zelf werden voorzien van cartouches en werden verguld. In de Bevrijdingsoorlogen was het aantal trofeeën naar 117 Franse vaandels, 25 Deense vaandels en 7 Oostenrijkse veldtekens gegroeid. Het Wagneriaanse orgel werd vergroot van 25 naar 46 registers maar in uiterlijk niet veranderd. Keizer Willem II schonk de kerk uiteindelijk nog in 1910 een prachtige altaartafel. Daarmee waren de bouwtechnische veranderingen, afgezien van de installatie van een smeedijzeren toegangshek in 1907, afgesloten.
Volgens artikel 245 van het Verdrag van Versailles moesten na de Eerste Wereldoorlog de Franse trofeeën worden teruggegeven. Onbekenden verwijderden de trofeeën echter in juli 1919 en ze zijn tot op de dag van vandaag niet teruggevonden. Hiervoor in de plaats kwamen de vaandels van inmiddels opgeheven Pruisische regimenten. Ondertussen was de Garnisonkirche bekend geworden vanwege haar kerkmuziek en moest zich ook als zodanig in de 20e eeuw presenteren. Professor Otto Becker droeg daar in het bijzonder aan bij, hij was organist en bediende het klokkenspel van 1910 tot 1945. In deze periode vonden er meer dan 2000 klokkenspelconcerten, orgelconcerten, oratoria, geestelijke concerten en kamermuziekuitvoeringen plaats. Aan het einde van de Weimarrepubliek zou er een gebeurtenis in de kerk plaatsvinden die er zeker niet thuis hoorde.

### Van de tijd van het nationaalsocialisme tot de sloop

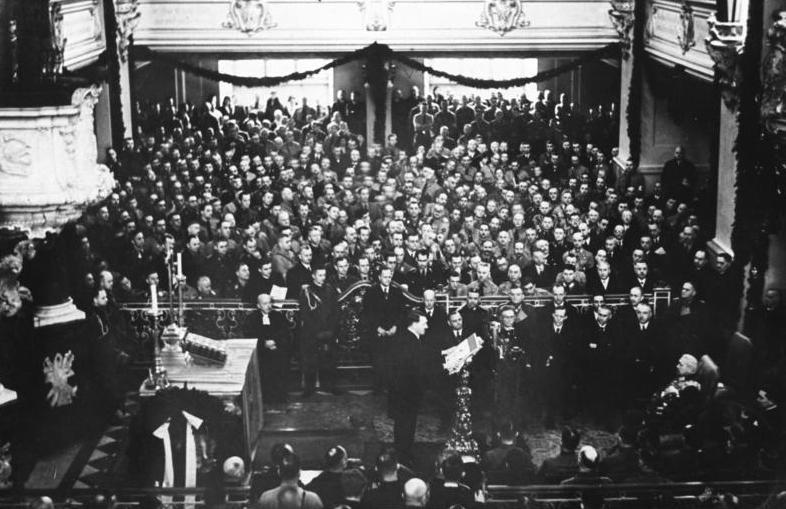
Op de Dag van Potsdam houdt Hitler een toespraak in de Garnisonkirche

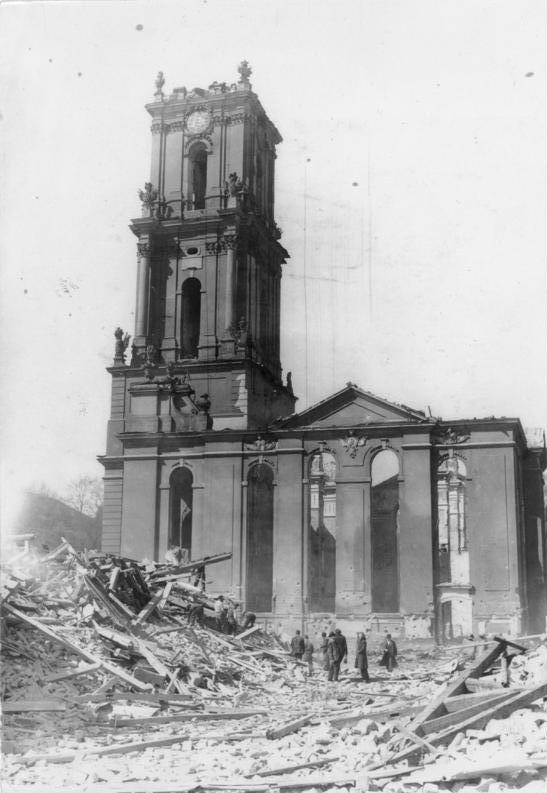
De Garnisonkirche kort na het bombardement van 14 april 1945

Als de nationaalsocialisten in maart 1933 een locatie voor de opening van het op 5 maart gekozen parlement zoeken, valt hun oog op de onder het leger vallende Garnisonkirche. Op 21 maart 1933, de dag die als de Tag von Potsdam de geschiedenis in zou gaan, kwamen rijkspresident Paul von Hindenburg na een kerkdienst in de St. Nikolaikirche en de nieuwe rijkskanselier Adolf Hitler, die in Berlijn de graven van SA-mannen bezocht had, met de parlementsleden, voor zover ze niet voor de KPD of SPD gekozen waren, in de Garnisonkirche samen. De beheerder, de evangelische Raad van Kerken, had geprobeerd om dit te verhinderen maar bereikte alleen maar dat de parlementsbijeenkomst naar de Krolloper (het Rijksdaggebouw was uitgebrand) verplaatst werd. Voor de verzamelde parlementsleden begon de bejaarde rijkspresident Paul von Hindenburg met de woorden: "Moge de oude geest van deze glorieuze plek ook het huidige geslacht bezielen, moge het ons vrijmaken van egoïsme en partijstrijd en ons in nationale zelfbezinning en zielsvernieuwing samenvoegen tot heil van een verenigd, vrij en trots Duitsland", rijkskanselier Adolf Hitler de eed af te nemen. Daarna drukten ze elkaar de hand, wat de relatie tussen het leger en het nationaalsocialisme moest symboliseren. Een gemeenschappelijke parade van het leger, de politie, de SA en de Staalhelmen sloten de staatsplechtigheid af.
De macht van de nationaalsocialisten leidde Duitsland de Tweede Wereldoorlog in, die ook in Potsdam zware schade achterliet. Uit angst voor aanvallen op de stad werden in 1943 de doodskisten van Frederik de Grote en zijn vader, Frederik Willem I, uit de Garnisonkirche verwijderd en door kopieën vervangen.
Tijdens een luchtaanval op 14 april 1945 op Potsdam leek het alsof de kerk onbeschadigd zou blijven. Uiteindelijk vatte echter de nabijgelegen Langer Stall vlam. Er ontstond een vonkenregen, die eerst afketste op het kalkzandsteen en koper van de kerk maar uiteindelijk toch de toren bereikte. In de muren van de toren bevonden zich de houten galmborden van de klokken die het vuur voeding boden. Vanwege de lage waterdruk in de slangen van de toegesnelde blusploegen was de brandhaard onbereikbaar en kon men alleen nog maar toezien hoe de toren langzaam van boven naar beneden afbrandde. Uiteindelijk stond de hele kerk in brand. Het lukte nog om het veldaltaar, paramenten, altaarbijbels en kerkgereedschap in veiligheid te brengen voordat de explosie van een blindganger het schip vernietigde. De afzonderlijke klokken van het klokkenspel lieten door de enorme hitte los en stortten bijna 80 meter in de diepte waarbij ze nog een laatste keer geluid werden. Toen de als een fakkel brandende torenspits van eikenhout naar beneden stortte, was het beroemdste carillon van Potsdam ooit in Amsterdam gemaakt voorgoed verdwenen. Van de kerk bleef alleen maar een ruïne over, bestaand uit de buitenmuren van het schip en de torenstomp.
Op 25 juli 1949 werd de kerk omgedoopt in de Heilig-Kreuz-Kirche. Een jaar later trok de Heilig-Kreuz-gemeenschap in een in de toren ingerichte kapel. Met hulp van twee nieuw gegoten klokken werden de kerkdiensten aangekondigd. In de jaren 60 begon men met de wederopbouw van de kerk. De eerste bouwactiviteiten voor nieuwe tussenvloeren in de toren werden door een in 1966 uitgevaardigde bouwstop onderbroken. Walter Ulbricht, de secretaris-generaal van de SED, bezocht in 1967 de stad en verklaarde dat de Garnisonkirche, net als de overige oorlogsruïnes in Potsdam, gesloopt moest worden. Reden voor dit besluit was enerzijds de anti-Pruisische en kerkvijandige houding van de DDR-leiding, anderzijds de wens om in Potsdam een socialistische stadskern te creëren. Opmerkelijk was dat de raadsleden de sloop niet, zoals in de DDR gewoonlijk was, unaniem besloten, maar met vier tegenstemmen. In 1968 begon men met de sloop. Groot nieuws was de mislukte poging om de toren op te blazen waarbij de ene helft bleef staan. Na de sloop werd op het grondstuk, enkele meters naar achter geplaatst, het rekencentrum voor het district Potsdam gebouwd.

### De geschiedenis van de wederopbouwinspanningen
Allereerst wordt de kerktoren en later de gehele kerk weer opgebouwd. Het leggen van de eerste steen, waarbij talrijke prominenten zoals Richard von Weizsäcker en Manfred Stolpe, maar ook tegenstanders aanwezig waren, vond op 14 april 2005 plaats. Er waren strenge veiligheidsmaatregelen getroffen om botsingen tussen voor- en tegenstanders te voorkomen. Het stuk grond, waarvan verzekeringsmaatschappij ARAG eigenaar was, werd kosteloos aan de gemeente Potsdam overgedragen. In het gebouw wat hier tegenwoordig staat wordt verhuurd aan onder andere het Landesbetrieb für Datenverarbeitung und IT-Serviceaufgaben Brandenburg en het Amt für Statistik Berlin-Brandenburg.